# Abdus Salam Madsen
Overlærer Abdus Salam Madsen, også kendt som Abd al-Salam Madsen eller Abdul Salam Madsen, (født 28. november 1928 i Jerne, død 25. juni 2007 i Højby), var en af de første kendte danske konvertitter til islam. Han har foretaget den første fuldstændige oversættelse af Koranen til dansk.

## Livsforløb
A.S. Madsens fødenavn var Svend Aage Madsen. Han kom fra en præsteslægt og var søn af residerende kapellan Jens Niels Jørgensen Madsen (født 20. september 1900) og hustru Olga Louise Knak Jensen (født 28. september 1900), der blev gift 22. november 1927. 
Madsen begyndte at studere teologi i København i 1947,  men mod slutningen af studiet i 1953 blev han tiltrukket af islam og dens lære, hvorfor han ikke færdiggjorde sit studium, men i stedet herefter læste arabisk på universitetet. Han var tiltrukket af Ahmadiyya-retningen inden for islam, og i 1958 konverterede han som en af de første danskere til ahmadiyya-islam.
Han var meget aktiv i den danske ahmadiyya-menighed, bl.a. i bestræbelserne på at bygge Nordens første moske. Den blev en realitet i 1967, hvor Danmarks første kuppelformede moske, Nusrat Djahan-moskeen, blev opført i Hvidovre.
Hans sidste offentlige optræden var et interview på P1 den 2. oktober 2005, hvor han fortalte om sin konversion til ahmadiyya-islam.
Udover Koranoversættelsen har Madsen bl.a. skrevet bogen Ahmadiyyah – en islamisk reformbevægelse (Rhodos, 1975) og oversat flere bøger fra arabisk til dansk, f.eks. Mirza Ghulam Ahmads Introduktion til islam (Gyldendal, 1973).

## Koran-oversættelsen
Det, der gjorde Madsen kendt i en langt større kreds end den lille kreds af ahmadiyyaer i Danmark, var hans oversættelse af Koranen til dansk. Oversættelsen udkom første gang i en tre-binds billigudgave på dansk i 1967 på Borgens Forlag. Han mente selv, at han var nødt til at oversætte Koranen, hvis hans medborgere skulle have mulighed for at forstå lidt af den og føre en frugtbar dialog.
Det var den eneste danske udgave af Koranen i 39 år, indtil Ellen Wulffs oversættelse i 2006, og den er udkommet i mange oplag. Den daværende kong Faisal af Saudi-Arabien kvitterede for oversættelsen med et takkebrev.

## Personlighed
Madsen var en personlighed med stærke holdninger, som ikke alene henvendte sig til andre end muslimer, men ofte til herboende muslimer. Efter hans opfattelse skulle den enkelte muslim gøre op med sig selv, hvorledes islam bør repræsenteres i et ikke-islamisk samfund. Indvandringen var efter Madsens holdning en forhindring for den sunde udbredelse af islam, idet han foretrak at få den udbredt blandt danskere og tilpasset i en dansk kontekst før den kraftige muslimske indvandring. På denne måde ville budskabet muligvis have sejret og overvundet dagens konfrontation. 
Med sit grundlæggende bidrag til islam på dansk var det Madsens opfattelse, at når muslimer og ikke-muslimer har haft lejlighed til at tale sammen på et oplyst grundlag, ville de opdage, at der ikke er så langt mellem det, de mener og tror på. Han håbede for den danske islamdebat, at den ville blive mere nuanceret og rolig, så der var tid til alvorlige studier og samtaler om religion i Danmark.